# Irina Rodríguez
Pour les articles homonymes, voir Rodríguez.
Irina Rodríguez Álvarez, née le 16 septembre 1977 à Barcelone, est une nageuse synchronisée espagnole.

## Carrière
Aux Jeux olympiques de 2008 à Pékin, elle est médaillée d'argent par équipes avec Thais Henríquez, Andrea Fuentes, Alba María Cabello, Laura López, Gemma Mengual, Raquel Corral et Paola Tirados.